# José Manuel López Gaspar
José Manuel López Gaspar (Cáceres, Extremadura, España, 12 de julio de 1987) es un futbolista español. Se desempeña como centrocampista y su actual equipo es la Club Deportivo Berceo de la Tercera Federación.

## Clubes
| Club                  | País   | Año       |
| --------------------- | ------ | --------- |
| C. P. Cacereño        | España | 2005-2007 |
| Albacete Balompié "B" | España | 2007-2008 |
| Albacete Balompié     | España | 2007      |
| Mérida U. D.          | España | 2008-2009 |
| U. D. Logroñés        | España | 2009-2011 |
| C. D. Badajoz         | España | 2011-2012 |
| C. P. Cacereño        | España | 2012-2014 |
| S. D. Huesca          | España | 2014-2016 |
| Hércules C. F.        | España | 2016-2018 |
| F. C. Cartagena       | España | 2018      |
| U. E. Cornellà        | España | 2018-2019 |
| A.D. Mérida           | España | 2019-2022 |
| C.D. Berceo           | España | 2022-     |

- Datos: Q20807585